# José Ángel Pozo
José Ángel Pozo la Rosa (Málaga, 15 de marzo de 1996) es un futbolista español, juega como centrocampista y su equipo es el Pogoń Szczecin de la Ekstraklasa. Es hermano del también futbolista Iker Pozo.

## Trayectoria

### Categorías inferiores
El malagueño se formó en las categorías inferiores del Real Madrid Club de Fútbol, donde permaneció hasta la categoría de cadete, fecha en la que se incorporó a la disciplina del conjunto inglés del Manchester City Football Club para jugar en sus categorías inferiores y equipo de reservas.

### Manchester City F. C.
Llegó a la ciudad de Mánchester en 2012. Defendió el club en la Liga Juvenil de la UEFA 2013-14 donde disputó 4 partidos y anotó un gol, pero quedaron eliminados en cuartos de final por el Sport Lisboa e Benfica. Ya en la temporada siguiente, participó de la Liga Juvenil de la UEFA 2014-15 en la que jugó 6 partidos y anotó 3 goles pero nuevamente perdieron en cuartos de final, esta vez contra la Associazione Sportiva Roma.
Debutó como profesional el 24 de septiembre de 2014 frente al Sheffield Wednesday Football Club en la Copa de la Liga. Tras sustituir en el minuto 64 a Yaya Touré, mostró un buen nivel, y al minuto 88 anotó el primer gol de su carrera, finalmente ganaron 7-0.
Tuvo su debut en la Premier League el 3 de diciembre en el partido contra el Sunderland Association Football Club, sustituyendo en el minuto 83 a Samir Nasri, que finalizó con un 4-1 favorable a los citizens. Luego de encuentro jugó dos más en toda la temporada.
Realizó la pretemporada con el primer plantel del Manchester City, para pelear por un lugar en la temporada 2015-16. Jugó 2 partidos amistosos, contra Melbourne City y contra la selección de Vietnam, en el último encuentro ganaron 8 a 1, Pozo anotó el último gol.
Comenzó la temporada defendiendo al Manchester City en la Premier League sub-21. No fue considerado por el técnico del primer plantel, por lo que dejó el club inglés para volver a su tierra natal, España.

### U. D. Almería
El 31 de agosto de 2015, último día en el mercado de pases para la temporada 2015-16, se concretó su vuelta a España, para defender a la Unión Deportiva Almería en la Segunda División.
Debutó con la camiseta del Almería el 6 de septiembre contra Osasuna, entró en el minuto 87 por Eldin Hadžić, el encuentro estaba empatado 1 a 1, pero Pozo anotó un gol desde fuera del área tan solo un minuto después, lo que cerró la victoria por 2 a 1. Primordiales para tratar conseguir la salvación del equipo almeriense fueron sus goles al Albacete y al Bilbao Athletic.

### Rayo Vallecano
El 27 de julio de 2018 el Rayo Vallecano anunció su incorporación para las siguientes cinco temporadas. Debutó oficialmente el 19 de agosto en la primera jornada de La Liga en una derrota 1-4 ante el Sevilla F. C.

### Etapa en el extranjero
El 5 de enero de 2022 renovó su contrato hasta junio de 2024 y se marchó al Al Ahli S. C. para jugar cedido lo que quedaba de temporada. Una vez terminó su vinculación con el conjunto vallecano, se marchó a Chipre para jugar en el Karmiotissa F. C. Allí estuvo media campaña y el 2 de febrero de 2025 fichó por el Śląsk Wrocław hasta junio de 2026. Sin embargo, cuatro meses después de su llegada se unió al Pogoń Szczecin.

## Selección nacional
Ha sido internacional con la selección de España en las categorías sub-16, sub-17, sub-18 y sub-19 y sub-21.

## Estadísticas

### Clubes
Actualizado al 2 de junio de 2018.
| Inferiores                                                                                                  | Div.          | Temporada     | Liga  | Liga  | Liga  | Copas nacionales | Copas nacionales | Copas nacionales | Torneos internacionales(1) | Torneos internacionales(1) | Torneos internacionales(1) | Total | Total | Total | Media goleadora(2) |
| Inferiores                                                                                                  | Div.          | Temporada     | Part. | Goles | Asis. | Part.            | Goles            | Asis.            | Part.                      | Goles                      | Asis.                      | Part. | Goles | Asis. | Media goleadora(2) |
| --- | ------------- | ------------- | ----- | ----- | ----- | ---------------- | ---------------- | ---------------- | -------------------------- | -------------------------- | -------------------------- | ----- | ----- | ----- | ------------------ |
| Manchester City F. C. R. Inglaterra                                                                         | P. D.         | 2013-14       | 2     | -     | -     | -                | -                | -                | 4                          | 1                          | -                          | 6     | 1     | 0     | 0,17               |
| Manchester City F. C. R. Inglaterra                                                                         | P. D.         | 2014-15       | 18    | 1     | 5     | -                | -                | -                | 6                          | 3                          | 1                          | 24    | 4     | 6     | 0,17               |
| Manchester City F. C. R. Inglaterra                                                                         | P. D.         | 2015-16       | 1     | -     | -     | -                | -                | -                | -                          | -                          | -                          | 1     | 0     | 0     | 0,00               |
| Manchester City F. C. R. Inglaterra                                                                         | Total club    | Total club    | 21    | 1     | 5     | 0                | 0                | 0                | 10                         | 4                          | 1                          | 31    | 5     | 6     | 0,16               |
| Total carrera                                                                                               | Total carrera | Total carrera | 21    | 1     | 5     | 0                | 0                | 0                | 10                         | 4                          | 1                          | 31    | 5     | 6     | 0,16               |
| (1) Incluye estadísticas de la UEFA Youth League (2013-15). (3) No se incluyen goles en partidos amistosos. |               |               |       |       |       |                  |                  |                  |                            |                            |                            |       |       |       |                    |

| Club | Div.          | Temporada     | Liga  | Liga  | Liga  | Copas nacionales(1) | Copas nacionales(1) | Copas nacionales(1) | Torneos internacionales(2) | Torneos internacionales(2) | Torneos internacionales(2) | Total | Total | Total | Media goleadora(3) |
| Club | Div.          | Temporada     | Part. | Goles | Asis. | Part.               | Goles               | Asis.               | Part.                      | Goles                      | Asis.                      | Part. | Goles | Asis. | Media goleadora(3) |
| --- | ------------- | ------------- | ----- | ----- | ----- | ------------------- | ------------------- | ------------------- | -------------------------- | -------------------------- | -------------------------- | ----- | ----- | ----- | ------------------ |
| Manchester City Inglaterra | 1.ª           | 2014-15       | 3     | 0     | 0     | 1                   | 1                   | 0                   | -                          | -                          | -                          | 4     | 1     | 0     | 0,25               |
| Manchester City Inglaterra | Total club    | Total club    | 3     | 0     | 0     | 1                   | 1                   | 0                   | 0                          | 0                          | 0                          | 4     | 1     | 0     | 0,25               |
| U. D. Almería · España | 2.ª           | 2015-16       | 29    | 4     | 1     | 4                   | 1                   | 0                   | -                          | -                          | -                          | 33    | 5     | 1     | 0'15               |
| U. D. Almería · España | 2.ª           | 2016-17       | 36    | 0     | 3     | 0                   | 0                   | 0                   | -                          | -                          | -                          | 36    | 0     | 3     | 0'00               |
| U. D. Almería · España | 2.ª           | 2017-18       | 39    | 2     | 7     | 0                   | 0                   | 0                   | -                          | -                          | -                          | 39    | 2     | 7     | 0'076              |
| U. D. Almería · España | Total club    | Total club    | 104   | 6     | 11    | 4                   | 1                   | 0                   | -                          | -                          | -                          | 108   | 7     | 11    | 0'064              |
| Total carrera | Total carrera | Total carrera | 107   | 6     | 11    | 5                   | 2                   | 0                   | 0                          | 0                          | 0                          | 112   | 8     | 11    | 0'071              |
| (1) Incluye estadísticas de la F. A. Cup (2014-15); Copa del Rey. (2) Incluye estadísticas de la UEFA Champions League (2014-15). (3) No se incluyen goles en partidos amistosos. |               |               |       |       |       |                     |                     |                     |                            |                            |                            |       |       |       |                    |

### Selecciones
Actualizado al 15 de noviembre de 2014.
Último partido citado: Francia 1 - España 5
| Sub-16 · España                                                               | 2010/11       | - | - | - | - | 2 | 1 | 2  | 1 |
| Sub-16 · España                                                               | Total sel.    | - | - | - | - | 2 | 1 | 2  | 1 |
| Sub-17 · España                                                               | 2011/12       | 2 | 0 | - | - | 0 | 0 | 2  | 0 |
| Sub-17 · España                                                               | 2012/13       | 5 | 3 | - | - | 1 | 0 | 6  | 3 |
| Sub-17 · España                                                               | Total sel.    | 7 | 3 | - | - | 1 | 0 | 8  | 3 |
| Sub-18 · España                                                               | 2013/14       | - | - | - | - | 3 | 0 | 3  | 0 |
| Sub-18 · España                                                               | Total sel.    | - | - | - | - | 3 | 0 | 3  | 0 |
| Sub-19 · España                                                               | 2014/15       | - | - | - | - | 2 | 0 | 2  | 0 |
| Sub-19 · España                                                               | Total sel.    | - | - | - | - | 2 | 0 | 2  | 0 |
| Total carrera                                                                 | Total carrera | 7 | 3 | - | - | 8 | 1 | 15 | 4 |
| (1)Incluidos los datos del Campeonato Europeo Sub-17 de la UEFA (2012 y 2013) |               |   |   |   |   |   |   |    |   |

#### Participaciones en juveniles
| Competición                               | Sede       | Resultado   | Partidos | Goles |
| ----------------------------------------- | ---------- | ----------- | -------- | ----- |
| Campeonato Europeo Sub-17 de la UEFA 2012 | Eslovenia  | Ronda Élite | 2        | 0     |
| Campeonato Europeo Sub-17 de la UEFA 2013 | Eslovaquia | Ronda Élite | 5        | 3     |

## Palmarés

### Distinciones individuales
| Distinción                                                                | Año  |
| ------------------------------------------------------------------------- | ---- |
| Parte de los 50 mejores futbolistas sub-18 del mundo según medio Goal.com | 2014 |